# Hatten, Bas-Rhin
Hatten är en kommun i departementet Bas-Rhin i regionen Grand Est (tidigare regionen Alsace) i nordöstra Frankrike. Kommunen ligger i kantonen Soultz-sous-Forêts som tillhör arrondissementet Wissembourg. År 2022 hade Hatten 1 923 invånare.

## Befolkningsutveckling
Antalet invånare i kommunen Hatten
| Referens: INSEE |